# Mainzac
Mainzac é uma comuna francesa na região administrativa da Nova Aquitânia, no departamento de Charente. Estende-se por uma área de 11,29 km². Em 2010 a comuna tinha 112 habitantes (densidade: 9,9 hab./km²).